# Interlands Iers voetbalelftal 1930-1939
Deze pagina toont een chronologisch en gedetailleerd overzicht van de interlands die het Iers voetbalelftal heeft gespeeld in de periode 1930 – 1939.

## Interlands

### 1930
|                                                                   |            |       |                          | |
| 11 mei Vriendschappelijk № 9 «onderlinge duels» 16:00 uur (UTC+1) | België     | 1 – 3 | Ierse Vrijstaat          | Stadion Charles Malis, Sint-Jans-Molenbeek Toeschouwers: 15.000 Scheidsrechter: Ramón Melcón (ESP) |
| 11 mei Vriendschappelijk № 9 «onderlinge duels» 16:00 uur (UTC+1) | Bastin 20' |       | 32', 57' Dunne 77' Flood | Stadion Charles Malis, Sint-Jans-Molenbeek Toeschouwers: 15.000 Scheidsrechter: Ramón Melcón (ESP) |

### 1931
|                                                                    |                  |       |                 |                                                                                                |
| 26 april Vriendschappelijk № 10 «onderlinge duels» 17:00 uur (UTC) | Spanje           | 1 – 1 | Ierse Vrijstaat | Estadio de Montjuic, Barcelona Toeschouwers: 50.000 Scheidsrechter: Silvestre Rosmaninho (POR) |
| 26 april Vriendschappelijk № 10 «onderlinge duels» 17:00 uur (UTC) | Ángel Arocha 38' |       | 35' Paddy Moore | Estadio de Montjuic, Barcelona Toeschouwers: 50.000 Scheidsrechter: Silvestre Rosmaninho (POR) |

|                                                                       |                 |                                                                             |        |                                                                                 |
| 13 december Vriendschappelijk № 11 «onderlinge duels» 14:30 uur (UTC) | Ierse Vrijstaat | 0 – 5                                                                       | Spanje | Dalymount Park, Dublin Toeschouwers: 35.000 Scheidsrechter: John Langenus (BEL) |
| 13 december Vriendschappelijk № 11 «onderlinge duels» 14:30 uur (UTC) |                 | 6', 34' Luis Regueiro 40' Ángel Arocha 80' José Samitier 88' Martí Ventolrà |        | Dalymount Park, Dublin Toeschouwers: 35.000 Scheidsrechter: John Langenus (BEL) |

### 1932
|                                                                      |           |                                  |                 |                                                                                       |
| 8 mei Vriendschappelijk № 12 «onderlinge duels» 14:30 uur (UTC+0:20) | Nederland | 0 – 2                            | Ierse Vrijstaat | Olympisch Stadion, Amsterdam Toeschouwers: 30.000 Scheidsrechter: John Langenus (BEL) |
| 8 mei Vriendschappelijk № 12 «onderlinge duels» 14:30 uur (UTC+0:20) |           | 20' Joe O'Reilly 48' Paddy Moore |                 | Olympisch Stadion, Amsterdam Toeschouwers: 30.000 Scheidsrechter: John Langenus (BEL) |

### 1933
Geen interlands gespeeld.

### 1934
|                                                                           |                          |       |                                                          |                                                                                |
| 25 februari WK 1934 kwalificatie № 13 «onderlinge duels» 15:30 uur (UTC+) | België                   | 4 – 4 | Ierse Vrijstaat                                          | Dalymount Park, Dublin Toeschouwers: 28.000 Scheidsrechter: Thomas Crewe (ENG) |
| 25 februari WK 1934 kwalificatie № 13 «onderlinge duels» 15:30 uur (UTC+) | Moore 27', 48', 56', 75' |       | 15' Capelle 30' S. Vanden Eynde 47', 60' F. Vanden Eynde | Dalymount Park, Dublin Toeschouwers: 28.000 Scheidsrechter: Thomas Crewe (ENG) |

|                                                                           |                                                         |       |                                    |                                                                                     |
| 8 april WK 1934 kwalificatie № 14 «onderlinge duels» 14:30 uur (UTC+0:20) | Nederland                                               | 5 – 2 | Ierse Vrijstaat                    | Olympisch Stadion, Amsterdam Toeschouwers: 38.000 Scheidsrechter: Otto Olsson (SWE) |
| 8 april WK 1934 kwalificatie № 14 «onderlinge duels» 14:30 uur (UTC+0:20) | Kick Smit 41', 85' Beb Bakhuijs 67', 78' Leen Vente 83' |       | 44' Johnny Squires 57' Paddy Moore | Olympisch Stadion, Amsterdam Toeschouwers: 38.000 Scheidsrechter: Otto Olsson (SWE) |

|                                                                       |                                               |       |                                                      |                                                                                 |
| 16 december Vriendschappelijk № 15 «onderlinge duels» 14:30 uur (UTC) | Ierse Vrijstaat                               | 2 – 4 | Hongarije                                            | Dalymount Park, Dublin Toeschouwers: 25.000 Scheidsrechter: John Langenus (BEL) |
| 16 december Vriendschappelijk № 15 «onderlinge duels» 14:30 uur (UTC) | Joey Donnelly 36' Paddy Bermingham 62' (pen.) |       | 19', 85' István Avar 30' Jenő Vincze 86' Imre Markos | Dalymount Park, Dublin Toeschouwers: 25.000 Scheidsrechter: John Langenus (BEL) |

### 1935
|                                                                   |                          |       |         |                                                                                      |
| 5 mei Vriendschappelijk № 16 «onderlinge duels» 15:00 uur (UTC+1) | Zwitserland              | 1 – 0 | Ierland | Sportanlagen Rankhof, Bazel Toeschouwers: 23.000 Scheidsrechter: Alois Beranek (AUT) |
| 5 mei Vriendschappelijk № 16 «onderlinge duels» 15:00 uur (UTC+1) | Walter Weiler 64' (pen.) |       |         | Sportanlagen Rankhof, Bazel Toeschouwers: 23.000 Scheidsrechter: Alois Beranek (AUT) |

|                                                                   |                                            |       |                 |                                                                                     |
| 8 mei Vriendschappelijk № 17 «onderlinge duels» 18:00 uur (UTC+1) | Duitsland                                  | 3 – 1 | Ierse Vrijstaat | Stadion Rote Erde, Dortmund Toeschouwers: 35.000 Scheidsrechter: Gustav Krist (TCH) |
| 8 mei Vriendschappelijk № 17 «onderlinge duels» 18:00 uur (UTC+1) | Ludwig Damminger 31', 47' Ernst Lehner 88' |       | 19' Plev Ellis  | Stadion Rote Erde, Dortmund Toeschouwers: 35.000 Scheidsrechter: Gustav Krist (TCH) |

|                                                                      |                                        |       |                                                                       |                                                                                |
| 8 december Vriendschappelijk № 18 «onderlinge duels» 14:30 uur (UTC) | Ierse Vrijstaat                        | 3 – 5 | Nederland                                                             | Dalymount Park, Dublin Toeschouwers: 35.000 Scheidsrechter: Peco Bauwens (GER) |
| 8 december Vriendschappelijk № 18 «onderlinge duels» 14:30 uur (UTC) | Plev Ellis 13' Fred Horlacher 32', 35' |       | 1' Beb Bakhuijs 14', 47' Joop van Nellen 67' David Drok 87' Kick Smit | Dalymount Park, Dublin Toeschouwers: 35.000 Scheidsrechter: Peco Bauwens (GER) |

### 1936
|                                                                    |                 |       |             |                                                                                 |
| 17 maart Vriendschappelijk № 19 «onderlinge duels» 15:30 uur (UTC) | Ierland         | 1 – 0 | Zwitserland | Dalymount Park, Dublin Toeschouwers: 32.300 Scheidsrechter: John Langenus (BEL) |
| 17 maart Vriendschappelijk № 19 «onderlinge duels» 15:30 uur (UTC) | Jimmy Dunne 34' |       |             | Dalymount Park, Dublin Toeschouwers: 32.300 Scheidsrechter: John Langenus (BEL) |

|                                                                   |                                             |       |                                       |                                                                                            |
| 3 mei Vriendschappelijk № 20 «onderlinge duels» 15:00 uur (UTC+1) | Hongarije                                   | 3 – 3 | Ierse Vrijstaat                       | Hungária Körúti Stadion, Boedapest Toeschouwers: 15.000 Scheidsrechter: Julius Brüll (TCH) |
| 3 mei Vriendschappelijk № 20 «onderlinge duels» 15:00 uur (UTC+1) | György Sárosi 7', 48' (pen.) Ferenc Sas 75' |       | 12', 68' Jimmy Dunne 19' Joe O'Reilly | Hungária Körúti Stadion, Boedapest Toeschouwers: 15.000 Scheidsrechter: Julius Brüll (TCH) |

|                                                                   |                      |       |                                                            |                                                                                   |
| 9 mei Vriendschappelijk № 21 «onderlinge duels» 18:15 uur (UTC+1) | Luxemburg            | 1 – 5 | Ierse Vrijstaat                                            | Stade Municipal, Luxemburg Toeschouwers: 8.000 Scheidsrechter: Peco Bauwens (GER) |
| 9 mei Vriendschappelijk № 21 «onderlinge duels» 18:15 uur (UTC+1) | Léon Mart 59' (pen.) |       | 9', 86' Jimmy Dunne 63' Joey Donnelly 68', 87' Jimmy Kelly | Stade Municipal, Luxemburg Toeschouwers: 8.000 Scheidsrechter: Peco Bauwens (GER) |

|                                                                      |                                                                            |       |                                           |                                                                               |
| 17 oktober Vriendschappelijk № 22 «onderlinge duels» 15:00 uur (UTC) | Ierse Vrijstaat                                                            | 5 – 2 | Duitsland                                 | Dalymount Park, Dublin Toeschouwers: 28.000 Scheidsrechter: Willie Webb (SCO) |
| 17 oktober Vriendschappelijk № 22 «onderlinge duels» 15:00 uur (UTC) | Joey Donnelly 26' Tom Davis 35' (pen.) Mattie Geoghegan 59' Plev Ellis 71' |       | 26' Stanislaus Kobierski 32' Fritz Szepan | Dalymount Park, Dublin Toeschouwers: 28.000 Scheidsrechter: Willie Webb (SCO) |

|                                                                      |                                        |       |                                               |                                                                                  |
| 6 december Vriendschappelijk № 23 «onderlinge duels» 14:30 uur (UTC) | Ierse Vrijstaat                        | 2 – 3 | Hongarije                                     | Dalymount Park, Dublin Toeschouwers: 27.000 Scheidsrechter: Harry Nattrass (ENG) |
| 6 december Vriendschappelijk № 23 «onderlinge duels» 14:30 uur (UTC) | Willie Fallon 20' Tom Davis 72' (pen.) |       | 37' Pál Titkos 38' László Cseh 48' Géza Toldi | Dalymount Park, Dublin Toeschouwers: 27.000 Scheidsrechter: Harry Nattrass (ENG) |

### 1937
|                                                                    |             |                 |         |                                                                                    |
| 17 mei Vriendschappelijk № 24 «onderlinge duels» 15:00 uur (UTC+1) | Zwitserland | 0 – 1           | Ierland | Wankdorf-Stadion, Bern Toeschouwers: 18.000 Scheidsrechter: Walter Lewington (ENG) |
| 17 mei Vriendschappelijk № 24 «onderlinge duels» 15:00 uur (UTC+1) |             | 30' Jimmy Dunne |         | Wankdorf-Stadion, Bern Toeschouwers: 18.000 Scheidsrechter: Walter Lewington (ENG) |

|                                                                    |           |                                  |                 |                                                                                                  |
| 23 mei Vriendschappelijk № 25 «onderlinge duels» 15:00 uur (UTC+1) | Frankrijk | 0 – 2                            | Ierse Vrijstaat | Stade olympique Yves-du-Manoir, Colombes Toeschouwers: 16.688 Scheidsrechter: Gustav Krist (TCH) |
| 23 mei Vriendschappelijk № 25 «onderlinge duels» 15:00 uur (UTC+1) |           | 51' Davy Jordan 58' Jackie Brown |                 | Stade olympique Yves-du-Manoir, Colombes Toeschouwers: 16.688 Scheidsrechter: Gustav Krist (TCH) |

|                                                                           |                         |       |                                                        |                                                                               |
| 10 oktober WK 1938 kwalificatie № 26 «onderlinge duels» 13:15 uur (UTC+1) | Noorwegen               | 3 – 2 | Ierse Vrijstaat                                        | Ullevaalstadion, Oslo Toeschouwers: 19.000 Scheidsrechter: Peco Bauwens (GER) |
| 10 oktober WK 1938 kwalificatie № 26 «onderlinge duels» 13:15 uur (UTC+1) | Reidar Kvammen 30', 69' |       | 36' Mattie Geoghegan 49' Jimmy Dunne 79' Alf Martinsen | Ullevaalstadion, Oslo Toeschouwers: 19.000 Scheidsrechter: Peco Bauwens (GER) |

|                                                                         |                                      |       |                                                            |                                                                                |
| 7 november WK 1938 kwalificatie № 27 «onderlinge duels» 15:00 uur (UTC) | Ierse Vrijstaat                      | 3 – 3 | Noorwegen                                                  | Dalymount Park, Dublin Toeschouwers: 27.000 Scheidsrechter: Lionel Gibbs (ENG) |
| 7 november WK 1938 kwalificatie № 27 «onderlinge duels» 15:00 uur (UTC) | Jimmy Dunne 10' Kevin O'Flanagan 62' |       | 26', 33' Reidar Kvammen 49' Alf Martinsen 89' Harry Duggan | Dalymount Park, Dublin Toeschouwers: 27.000 Scheidsrechter: Lionel Gibbs (ENG) |

### 1938
|                                                                    |                                |       |                               |                                                                                  |
| 18 mei Vriendschappelijk № 28 «onderlinge duels» 17:30 uur (UTC+1) | Tsjecho-Slowakije              | 2 – 2 | Ierland                       | Letenský Stadion, Praag Toeschouwers: 17.000 Scheidsrechter: John Langenus (BEL) |
| 18 mei Vriendschappelijk № 28 «onderlinge duels» 17:30 uur (UTC+1) | Oldřich Nejedlý 3' (pen.), 46' |       | 42' Tom Davis 90' Jimmy Dunne | Letenský Stadion, Praag Toeschouwers: 17.000 Scheidsrechter: John Langenus (BEL) |

|                                                                    |                                                                                        |       |         |                                                                                               |
| 22 mei Vriendschappelijk № 29 «onderlinge duels» 17:30 uur (UTC+1) | Polen                                                                                  | 6 – 0 | Ierland | Wojska Polskiegostadion, Warschau Toeschouwers: 25.000 Scheidsrechter: Ferenc Majorszky (HUN) |
| 22 mei Vriendschappelijk № 29 «onderlinge duels» 17:30 uur (UTC+1) | Jan Wasiewicz 12' Gerard Wodarz 21', 78' Leonard Piątek 43', 52' Ernest Wilimowski 58' |       |         | Wojska Polskiegostadion, Warschau Toeschouwers: 25.000 Scheidsrechter: Ferenc Majorszky (HUN) |

|                                                                          |                                                        |       |             |                                                                                |
| 18 september Vriendschappelijk № 30 «onderlinge duels» 15:30 uur (UTC+1) | Ierland                                                | 4 – 0 | Zwitserland | Dalymount Park, Dublin Toeschouwers: 31.000 Scheidsrechter: Reg Mortimer (ENG) |
| 18 september Vriendschappelijk № 30 «onderlinge duels» 15:30 uur (UTC+1) | Paddy Bradshaw 1', 17' Jimmy Dunne 8' Tom Donnelly 62' |       |             | Dalymount Park, Dublin Toeschouwers: 31.000 Scheidsrechter: Reg Mortimer (ENG) |

|                                                                       |                                                    |       |                                          |                                                                                |
| 13 november Vriendschappelijk № 31 «onderlinge duels» 15:00 uur (UTC) | Ierland                                            | 3 – 2 | Polen                                    | Dalymount Park, Dublin Toeschouwers: 34.295 Scheidsrechter: Peco Bauwens (GER) |
| 13 november Vriendschappelijk № 31 «onderlinge duels» 15:00 uur (UTC) | Willie Fallon 10' Johnny Carey 12' Jimmy Dunne 68' |       | 17' Ernest Wilimowski 83' Leonard Piątek | Dalymount Park, Dublin Toeschouwers: 34.295 Scheidsrechter: Peco Bauwens (GER) |

### 1939
|                                                                    |                                     |       |                                         |                                                                                   |
| 19 maart Vriendschappelijk № 32 «onderlinge duels» 19:00 uur (UTC) | Ierland                             | 2 – 2 | Hongarije                               | The Mardyke Arena, Cork Toeschouwers: 12.000 Scheidsrechter: Harry Nattrass (ENG) |
| 19 maart Vriendschappelijk № 32 «onderlinge duels» 19:00 uur (UTC) | Paddy Bradshaw 14' Johnny Carey 87' |       | 35' Gyula Zsengellér 50' Ferenc Kolláth | The Mardyke Arena, Cork Toeschouwers: 12.000 Scheidsrechter: Harry Nattrass (ENG) |

|                                                                    |                         |       |                           |                                                                                            |
| 18 mei Vriendschappelijk № 33 «onderlinge duels» 18:00 uur (UTC+1) | Hongarije               | 2 – 2 | Ierland                   | Hungária Körúti Stadion, Boedapest Toeschouwers: 18.000 Scheidsrechter: Peco Bauwens (GER) |
| 18 mei Vriendschappelijk № 33 «onderlinge duels» 18:00 uur (UTC+1) | Ferenc Kolláth 41', 86' |       | 53', 80' Kevin O'Flanagan | Hungária Körúti Stadion, Boedapest Toeschouwers: 18.000 Scheidsrechter: Peco Bauwens (GER) |

|                                                                    |                  |       |                    |                                                                            |
| 23 mei Vriendschappelijk № 34 «onderlinge duels» 18:00 uur (UTC+1) | Duitsland        | 1 – 1 | Ierland            | Weserstadion, Bremen Toeschouwers: 35.000 Scheidsrechter: Otto Remke (DEN) |
| 23 mei Vriendschappelijk № 34 «onderlinge duels» 18:00 uur (UTC+1) | Helmut Schön 39' |       | 68' Paddy Bradshaw | Weserstadion, Bremen Toeschouwers: 35.000 Scheidsrechter: Otto Remke (DEN) |

België · Bulgarije · Denemarken · Duitsland · Engeland · Estland · Finland · Frankrijk · Griekenland · Hongarije · Ierland · Israël · Italië · Joegoslavië · Letland · Litouwen · Luxemburg · Nederland · Noord-Ierland · Noorwegen · Oostenrijk · Polen · Portugal · Roemenië · Schotland · Spanje · Tsjecho-Slowakije · Turkije · Wales · Zweden · Zwitserland
FAI · A-internationals · Bondscoaches · Statistieken · Iers vrouwenelftal · Olympisch elftal · Ierland U21 · Ierland U20 · Ierland U19 · Ierland U18 · Ierland U17 · Ierland U16 · Vrouwen U17
1924 – 1929 ·
1930 – 1939 ·
1940 – 1949 ·
1950 – 1959 ·
1960 – 1969 ·
1970 – 1979 ·
1980 – 1989 ·
1990 – 1999 ·
2000 – 2009 ·
2010 – 2019 ·
2020 − 2029
EK 1988 · 
EK 2012 · 
EK 2016
WK 1990 · 
WK 1994 · 
WK 2002
1924 · 
1925 · 
1926 · 
1927 · 
1928 · 
1929 · 
1930 · 
1931 · 
1932 · 
1933 · 
1934 · 
1935 · 
1936 · 
1937 · 
1938 · 
1939 · 
1940 · 1941 · 1942 · 1943 · 1944 · 1945 · 
1946 · 
1947 · 
1948 · 
1949 · 
1950 · 
1951 · 
1952 · 
1953 · 
1954 · 
1955 · 
1956 · 
1957 · 
1958 · 
1959 · 
1960 · 
1961 · 
1962 · 
1963 · 
1964 · 
1965 · 
1966 · 
1967 · 
1968 · 
1969 · 
1970 · 
1971 · 
1972 · 
1973 · 
1974 · 
1975 · 
1976 · 
1977 · 
1978 · 
1979 · 
1980 · 
1981 · 
1982 · 
1983 · 
1984 · 
1985 · 
1986 · 
1987 · 
1988 · 
1989 · 
1990 · 
1991 · 
1992 · 
1993 · 
1994 · 
1995 · 
1996 · 
1997 · 
1998 · 
1999 · 
2000 · 
2001 · 
2002 · 
2003 · 
2004 · 
2005 · 
2006 · 
2007 · 
2008 · 
2009 · 
2010 · 
2011 · 
2012 · 
2013 · 
2014 · 
2015 ·
2016 ·
2017 ·
2018 ·
2019 ·
2020 ·
2021
Albanië ·
Algerije ·
Andorra ·
Argentinië ·
Armenië ·
Australië ·
Azerbeidzjan ·
België ·
Bolivia ·
Bosnië en Herzegovina ·
Brazilië ·
Bulgarije ·
Canada ·
Chili ·
China ·
Colombia ·
Costa Rica ·
Cyprus ·
Denemarken ·
Duitsland ·
Ecuador ·
Egypte ·
Engeland ·
Estland ·
Faeröer ·
Finland ·
Frankrijk ·
Georgië ·
Gibraltar ·
Griekenland ·
Hongarije ·
IJsland ·
Iran ·
Israël ·
Italië ·
Jamaica ·
Joegoslavië ·
Kameroen ·
Kazachstan ·
Kroatië ·
Letland ·
Liechtenstein ·
Litouwen ·
Luxemburg ·
Malta ·
Marokko ·
Mexico ·
Moldavië ·
Montenegro ·
Nederland ·
Nieuw-Zeeland ·
Nigeria ·
Noord-Ierland ·
Noord-Macedonië ·
Noorwegen ·
Oekraïne ·
Oman ·
Oostenrijk ·
Paraguay ·
Polen ·
Portugal ·
Qatar ·
Roemenië ·
Rusland ·
San Marino ·
Saoedi-Arabië ·
Schotland ·
Servië ·
Slowakije ·
Sovjet-Unie ·
Spanje ·
Trinidad en Tobago ·
Tsjechië ·
Tsjecho-Slowakije ·
Tunesië ·
Turkije ·
Uruguay ·
Verenigde Staten ·
Wales ·
Wit-Rusland ·
Zuid-Afrika ·
Zweden ·
Zwitserland
België (2016) · 
Italië (2012) · 
Kroatië (2012) · 
Spanje (2012) · 
Zweden (2016)